# 9486 Utemorrah
9486 Utemorrah è un asteroide della fascia principale. Scoperto nel 1960, presenta un'orbita caratterizzata da un semiasse maggiore pari a 2,4397201 UA e da un'eccentricità di 0,1040701, inclinata di 4,21079° rispetto all'eclittica.